# غول گازی

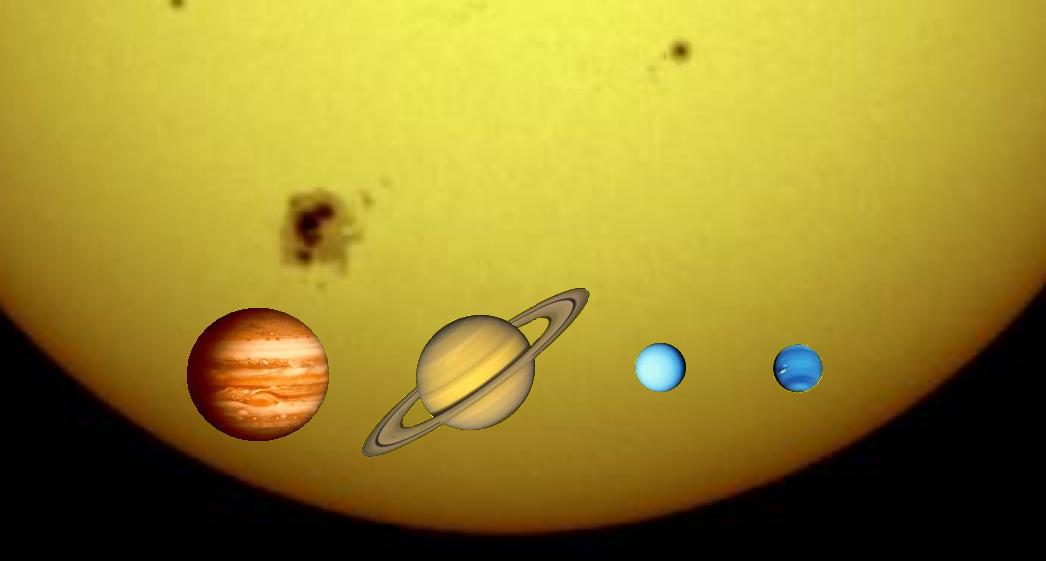
دو غول گازی و دو غول یخی سامانهٔ خورشیدی در پس‌زمینهٔ خورشید، در مقیاس صحیحشان

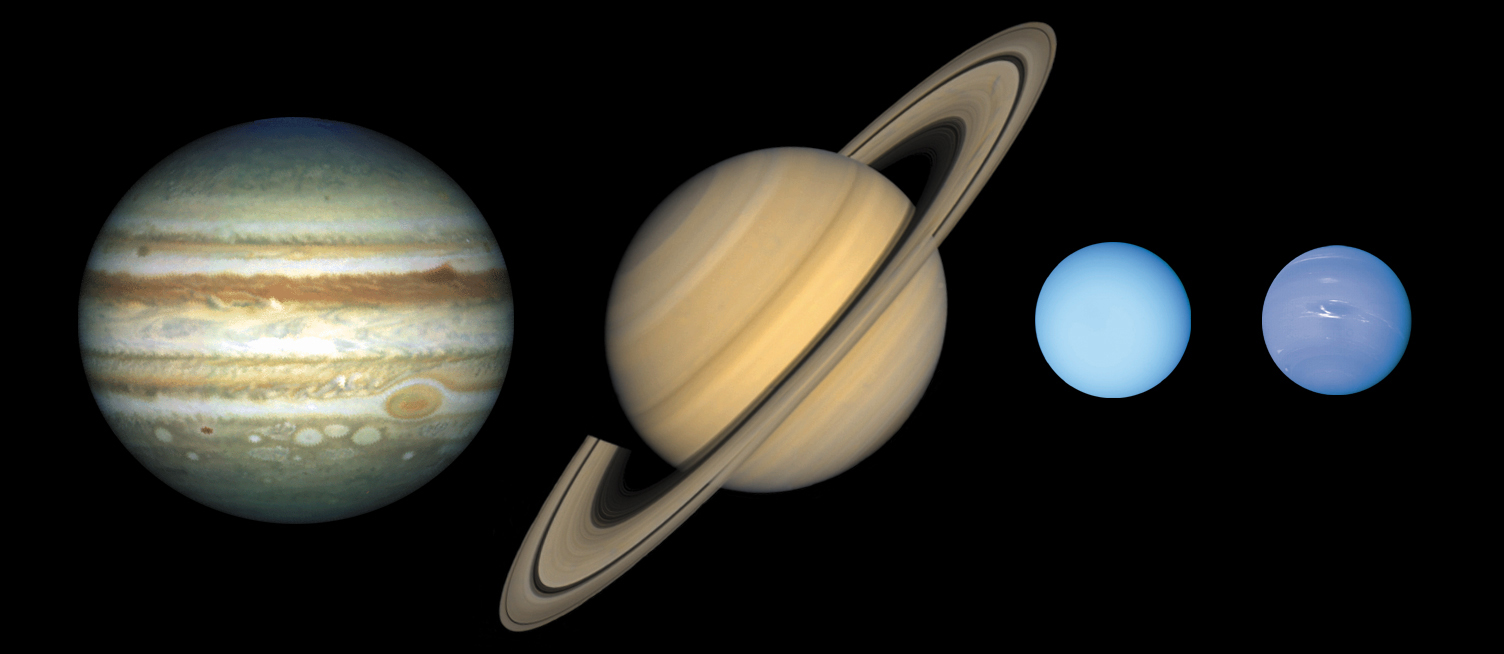
غول‌های گازی و یخی سامانهٔ خورشیدی: مشتری (هرمز) و کیوان (زحل)، اورانوس و نپتون

غول‌های گازی (یا سیارات مشتری‌سان) سیاره‌های بزرگ و گازی هستند که عمدتاً از سنگ یا مواد جامد دیگر تشکیل نشده‌اند بلکه ساختار اصلی آن‌ها عمدتاً هیدروژن و هلیوم استبا عناصر سنگین‌تری که بین ۳ تا ۱۳ درصد از جرم آنها را تشکیل می‌دهند. گمان می‌رود که آنها از یک لایه بیرونی هیدروژن مولکولی فشرده تشکیل شده‌اند که لایه‌ای از هیدروژن فلزی مایع را احاطه کرده و احتمالاً یک هسته سنگی مذاب درون آن وجود دارد. بیرونی‌ترین بخش اتمسفر هیدروژنی آنها حاوی لایه‌های زیادی از ابرهای مرئی است که عمدتاً از آب و آمونیاک تشکیل شده‌اند. لایهٔ هیدروژن فلزی که در قسمت میانی داخلی قرار دارد، بخش عمده‌ای از هر غول گازی را تشکیل می‌دهد و به آن «فلزی» می‌گویند زیرا فشار بسیار زیاد اتمسفر هیدروژن را به یک رسانای الکتریکی تبدیل می‌کند. تصور می‌شود که هسته‌های غول‌های گازی از عناصر سنگین‌تری در چنین دماهای بالای (۲۰۰۰۰ کلوین [۱۹۷۰۰ درجه سانتی‌گراد؛ ۳۵۵۰۰ درجه فارنهایت]) و فشارهایی تشکیل شده‌اند که ویژگی‌های آنها هنوز به‌طور کامل شناخته نشده‌است.
از آنجا که هیدروژن و هلیوم دو عنصر اساسی تشکیل ستاره هستند غول‌های گازی گاهی ستاره‌های ناموفق (یا شکست خورده) هم نامیده می‌شوند. دو غول گازی در سامانهٔ خورشیدی وجود دارد: مشتری (هرمز)، زحل (کیوان). در دههٔ ۱۹۹۰ با توجه به دانسته‌های تازه نتیجه‌گیری شده که سیاره‌های اورانوس و نپتون در واقع طبقهٔ متمایز دیگری از «سیاره‌های غول پیکر» هستند، که عمدتاً از مواد فرار سنگین‌تری تشکیل شده‌اند (که «سیاره یخی» هستند). به همین دلیل، اورانوس و نپتون اکنون در دستهٔ جداگانهٔ غول‌های یخی طبقه‌بندی می‌شوند. علاوه بر این، غول‌های گازی سیاره‌های فراخورشیدی بسیاری تاکنون شناخته شده‌اند که اطراف ستاره‌های منظومهٔ خود در حال گردش‌اند.